# 塞爾比
塞爾比（英語：Selby）是英格蘭北約克郡的一個市鎮及民政教區，在約克南方22.5 km處，位處烏茲河畔。塞爾比的人口有13,012，使塞爾比成為塞爾比區最大及人口最稠密的聚居地。

## 友好城市
- 法國 卡朗唐莱马赖